# ايرناني بيريرا
ايرناني بيريرا (22 يناير 1978 البرازيل - ) هو لاعب كرة قدم برازيلي، يلعب كمدافع.

## وصلات خارجية
ايرناني بيريرا على موقع الاتحاد الدولي (مؤرشف)  (الإنجليزية)
- ايرناني بيريرا على موقع اتحاد تركيا (لاعب) (الإنجليزية)
- ايرناني بيريرا على موقع قاعدة بيانات كرة القدم.إي يو (الإنجليزية)
- ايرناني بيريرا على موقع ناشيونال فوتبول تيمز (الإنجليزية)
- ايرناني بيريرا على موقع Soccerway.com (الإنجليزية)